# Kenneth Noland
Kenneth Noland (Asheville, 10 aprile 1924 – Port Clyde, 5 gennaio 2010) è stato un pittore statunitense, di stile espressionista astratto.

## Biografia
Dal 1948 al 1949 lavora a Parigi con Ossip Zadkine e ritornato in patria si stabilisce a Washington dove insegna all'Institute of Contemporary Art, poi alla Catholic University.
Nella capitale incontra Morris Louis Bernstein ed assieme parteciperanno al gruppo artistico dei Color field per il quale diventa un dei maggiori esponenti.
Lavora con l'acrilico direttamente sulla tela grezza e volge il suo studio sull'arte della geometria. Infatti nel periodo degli anni '50 compie una serie di studi su delle forme concentriche tipo bersagli che con una sapiente combinazione di colori catturano l'occhio quasi ipnoticamente dando l'impressione di muoversi.
Nel 1969 Noland si trasferisce a New York dove cambia motivo eseguendo studi sulla forma della lettera "V" dove, giocando sempre coi colori, crea interazioni tra fulcro e dispersione all'interno. Ha lavorato anche su altre forme come il rombo e linee parallele alla ricerca sempre del gioco della vibrazione ottica.
Nel 1964 le opere di Noland furono esposte alla Biennale di Venezia occupando per metà il paviglione dedicato all'America e dal 1965 i suoi lavori sono stati esibiti alla Washington Gallery of Modern Art ed al Museo Giudaico di New York.
È scomparso nel 2010 all'età di 85 anni